# أليسون بيكر (منافسة ألعاب القوى)
أليسون بيكر هي منافسة ألعاب القوى كندية، ولدت في 6 أغسطس 1964.

## وصلات خارجية
- أليسون بيكر على موقع الاتحاد الدولي لألعاب القوى (الإنجليزية)
- أليسون بيكر على موقع الاتحاد الكندي لألعاب القوى (الإنجليزية)
- أليسون بيكر على موقع اتحاد ألعاب الكومنولث (مؤرشف) (الإنجليزية)